# Jacques-Étienne Bovard
Jacques-Étienne Bovard (* 17. listopadu 1961 Morges) je švýcarský spisovatel, jeden z nejprodávanějších současných autorů ve Švýcarsku.
Studoval literaturu a dnes vyučuje francouzštinu na gymnáziu v Lausanne.

## Výběr z díla
- Demi-sang suisse, 1994 – román
- Ne pousse pas la rivière (Netlač řeku), 2006 – román